# Terra Indígena Anaro
A Terra Indígena Anaro é uma terra indígena de usufruto do povo Wapixana, localizada no estado brasileiro de Roraima, no município de Amajari. A demarcação da terra indígena foi homologada pelo presidente Luiz Inácio Lula da Silva em 13 de janeiro de 2010, conforme estudos de identificação e delimitação realizados pelo grupo de trabalho constituído pela Portaria n°824/PRES, de 11 de outubro de 2001, coordenado pelo antropólogo Jorge Manoel Costa e Souza e a Portaria Declaratória MJ n.º 962, de 22 junho 2006, Márcio Thomaz Bastos. Segundo esta portaria, a terra indígena teria 30.470 ha e um perímetro de 90 km, estando localizada em faixa de fronteira. Entretanto, o ministro do Supremo Tribunal Federal Gilmar Mendes suspendeu parcialmente a homologação, retirando a fazenda Topografia (1.500 ha) da terra indígena.
Segundo o Censo Dsei Leste do Conselho Indígena de Roraima, a população em 2007 era de 56 índios.
Localiza-se integralmente no bioma amazônia, com 91% no Contato Savana-Formações Pioneiras e 9% na Floresta Ombrófila Densa. A terra indígena insere-se na bacia hidrográfica do Rio Negro.